# Cordylus beraduccii
Cordylus beraduccii là một loài thằn lằn trong họ Cordylidae. Loài này được Broadley & Branch mô tả khoa học đầu tiên năm 2002.